# Unidos da Laureano
O Grêmio Recreativo Bloco Carnavalesco Unidos da Laureano foi um bloco carnavalesco de enredo da cidade de Duque de Caxias, no estado do Rio de Janeiro.

## História
A agremiação foi fundada em 29 de fevereiro de 1976. Seu primeiro desfile foi em 1977 e a partir 1989 o bloco não desfilou mais. Uma curiosidade é que nessa época, seu presidente foi o político Zito.
Desfilou em sua comunidade, em 2006, até no ano seguinte retornar aos desfiles dos blocos de enredo, tendo como presidente Celso Lopes. No ano de 2009, o bloco chega ao vice-campeonato, com o enredo "Me dá 'deizinho' aí moço, na moral", do carnavalesco Jefferson Batista e se classifica para o grupo 2 dos blocos carnavalescos.
Em 2010 foi o segundo bloco a desfilar na Intendente Magalhães com o enredo “Ordem e Liberdade”, do carnavalesco Jacir Roberto Guimarães.
Desde então, vem sempre desfilando na Intendente Magalhães, no sábado de Carnaval, pelo segundo grupo dos blocos de enredo. Entre 2014 e 2016, desfilou também no Carnaval de sua cidade de origem.

## Segmentos

### Presidentes
| Nome                            | Mandato        | Ref.  |
| ------------------------------- | -------------- | ----- |
| Luíz Pereira Duarte "Luiz Cajá" | ? - atualidade | [ 5 ] |

### Patrono
| Nome                        | Mandato        | Ref. |
| --------------------------- | -------------- | ---- |
| Napoleão Rodrigues Laureano | ? - atualidade |      |

### Diretores
| Ano  | Diretor de Carnaval | Diretor geral de harmonia | Mestre de bateria | Ref   |
| ---- | ------------------- | ------------------------- | ----------------- | ----- |
| 2017 | Celso Lopes         | Celso Lopes               | Dilúcio           |       |
| 2019 |                     |                           | Jefferson         | [ 6 ] |

### Coreógrafo
| Ano  | Nome | Ref. |
| ---- | ---- | ---- |
| 2017 |      |      |

### Mestre-sala e Porta-bandeira
| Ano   | Nome                        | Ref.  |
| ----- | --------------------------- | ----- |
| 2017- | Carlos Ubiratan e Elizabeth |       |
| 2019  | Cleverson e Juliane         | [ 6 ] |

### Rainhas de bateria
| Período | Rainha  | Madrinha | Ref. |
| ------- | ------- | -------- | ---- |
| 2017    | Taianne |          |      |

### Intérprete
| Ano         | Nome                             | Ref.          |
| ----------- | -------------------------------- | ------------- |
| 2007        | Amauri e Júnior                  | [ 7 ] [ 8 ]   |
| 2008        | Gelson Gogó-de-Ouro Lima Barreto | [ 9 ] [ 10 ]  |
| 2009        | Luiz Cajá Celso Passarela        | [ 11 ] [ 12 ] |
| 2010 - 2012 | Diogo da Laureano Luiz Cajá      | [ 4 ] [ 13 ]  |
| 2013 - 2015 | Diogo da Laureano                | [ 14 ]        |
| 2016 - 2017 | Alex Pel                         | [ 15 ]        |
| 2018        |                                  |               |
| 2019        | Raphael Krek                     | [ 6 ]         |
| 2020        |                                  |               |

## Carnavais
| Ano  | Colocação       | Grupo                      | Enredo                                                                                           | Carnavalesco                | Ref.          |
| ---- | --------------- | -------------------------- | ------------------------------------------------------------------------------------------------ | --------------------------- | ------------- |
| 2007 | Desclassificado | Desclassificado            | Muito prazer, sou Dr. Laureano! Compositor:Jefinho                                               | Alex Rodrigues              | [ 7 ] [ 8 ]   |
| 2008 | 10º lugar       | 3-Bloco (Terceira divisão) | Máscaras: o sagrado, o profano, a ilusão Compositores:Pierrot e Gelson Gogó-de-Ouro              | Alex Rodrigues              | [ 9 ] [ 10 ]  |
| 2009 | Vice-Campeão    | 3-Bloco (Terceira divisão) | Me dá 'deizinho' aí moço, na moral! Compositor:Luiz Cajá e Celso Passarela                       | Jefferson Batista           | [ 11 ] [ 12 ] |
| 2010 | 3º lugar        | 2-Bloco (Segunda divisão)  | Ordem e Liberdade Compositor:Gilberto, Guaraci, Luizinho e Celso Passarela                       | Jacir Guimarães             | [ 4 ] [ 13 ]  |
| 2011 | 3º lugar        | 2-Bloco (Segunda divisão)  | Tarobá e Naipi, a Lenda das Cataratas de Iguaçú Compositor:Luiz Cajá                             | Jacir Guimarães             | [ 16 ]        |
| 2012 | 5º lugar        | 2-Bloco (Segunda divisão)  | Um Reino Africano no Brasil                                                                      | Jacir Guimarães             | [ 17 ]        |
| 2013 | 3º lugar        | 2-Bloco (Segunda divisão)  | No mundo encantado do circo, Todos nós somos crianças                                            | Mônica Soares               | [ 14 ]        |
| 2014 | 4º lugar        | 2-Bloco (Segunda divisão)  | Da Estação ao Piscinão, Ramos tem Tradição!                                                      | Anderson Machado            | [ 18 ]        |
| 2014 | 4º lugar        | Duque de Caxias            | Da Estação ao Piscinão, Ramos tem Tradição!                                                      | Anderson Machado            | [ 19 ]        |
| 2015 | 4º lugar        | 2-Bloco (Segunda divisão)  | Quem não se comunica se trumbica                                                                 | Mônica Soares               |               |
| 2015 | 5°lugar         | Duque de Caxias            | Quem não se comunica se trumbica                                                                 | Mônica Soares               |               |
| 2016 | 5º lugar        | 2-Bloco (Segunda divisão)  | Bira Presidente, o Cacique Maior da Tribo do Samba Compositores:Cosme da Silva e Francisco Gomes | Mônica Soares               | [ 20 ] [ 5 ]  |
| 2016 | 4º lugar        | Duque de Caxias            | Bira Presidente, o Cacique Maior da Tribo do Samba Compositores:Cosme da Silva e Francisco Gomes | Mônica Soares               | [ 15 ]        |
| 2017 | 8º lugar        | 2-Bloco (Segunda divisão)  | Os quatro elementos da "Mãe Natureza"                                                            | Mônica Soares               |               |
| 2018 | 6º lugar        | 2 (Segunda divisão)        |                                                                                                  |                             |               |
| 2019 | 8º lugar        | B (Segunda divisão)        | Carnaval é festa do povo Compositor:Luiz Cajá                                                    | Felipe Pinheiro de Oliveira | [ 6 ]         |
| 2020 | 6º lugar        | B (Segunda divisão)        | Da miscigenação nasceu uma grande nação Compositor:Luiz Cajá                                     |                             | [ 21 ]        |

- Commons